# Boulogne-sur-Gesse
Boulogne-sur-Gesse ist eine französische Kleinstadt mit 1658 Einwohnern (Stand 1. Januar 2022) im Département Haute-Garonne in der Region Okzitanien (zuvor Midi-Pyrénées). Sie gehört zum Kanton Saint-Gaudens im Arrondissement Saint-Gaudens.

## Geografie
Die Kleinstadt Boulogne-sur-Gesse liegt an der Grenze zu den Départements Hautes-Pyrénées und Gers, etwa 28 Kilometer nördlich von Saint-Gaudens zwischen den Flussläufen der Gimone im Westen und der Gesse im Osten. Das Wasser der Gimone wird im Stausee Lac de la Gimone, an dem Boulogne-sur-Gesse einen Anteil hat, von einem 600 m langen Staudamm zurückgehalten, der 1991 erbaut wurde. Der Stausee ist sechs Kilometer lang und dient der Bewässerung der Äcker in meist trockenen Sommern sowie als Reserve zur Kühlung der Reaktoren des Kernkraftwerks Golfech. Umgeben wird Boulogne-sur-Gesse von den Nachbargemeinden Lalanne-Arqué im Norden, Péguilhan im Nordosten, Mondilhan im Osten, Saint-Pé-Delbosc im Südosten, Blajan im Süden, Gensac-de-Boulogne und Lalanne im Südwesten, Thermes-Magnoac im Westen sowie Mont-d’Astarac im Nordwesten.

## Geschichte
Im Jahr 1286 wurde der Ort als Bastide vom Kloster Nizors gegründet. Die Bewohner erhielten durch eine Charte besondere Rechte, zu denen auch eine begrenzte Selbstverwaltung gehörte. 

### Bevölkerungsentwicklung
| Jahr                       | 1962 | 1968 | 1975 | 1982 | 1990 | 1999 | 2009 | 2020 |
| Einwohner                  | 1777 | 1865 | 1756 | 1671 | 1531 | 1422 | 1612 | 1654 |
| Quellen: Cassini und INSEE |      |      |      |      |      |      |      |      |

## Sehenswürdigkeiten
- Kirche Mariä Himmelfahrt, erbaut im 14. Jahrhundert, mit einer Steinkanzel aus dem 16. Jahrhundert
- ehemaliges Kloster La Bénisson-Dieu
- Markthalle und Hôtel de ville, erbaut Ende des 19. Jahrhunderts

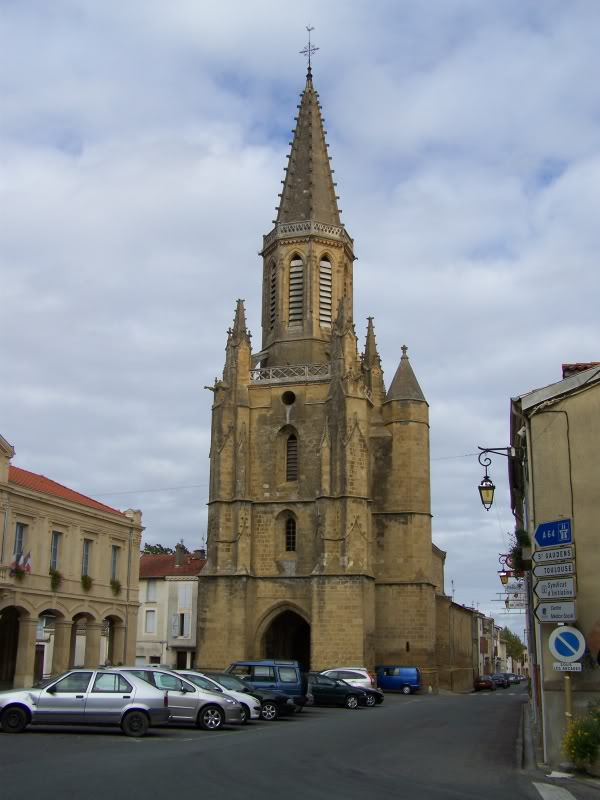
Kirche Mariä Himmelfahrt
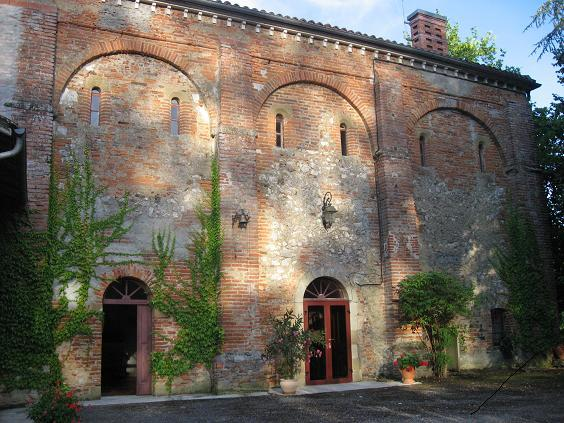
Ehemaliges Kloster La Bénisson-Dieu
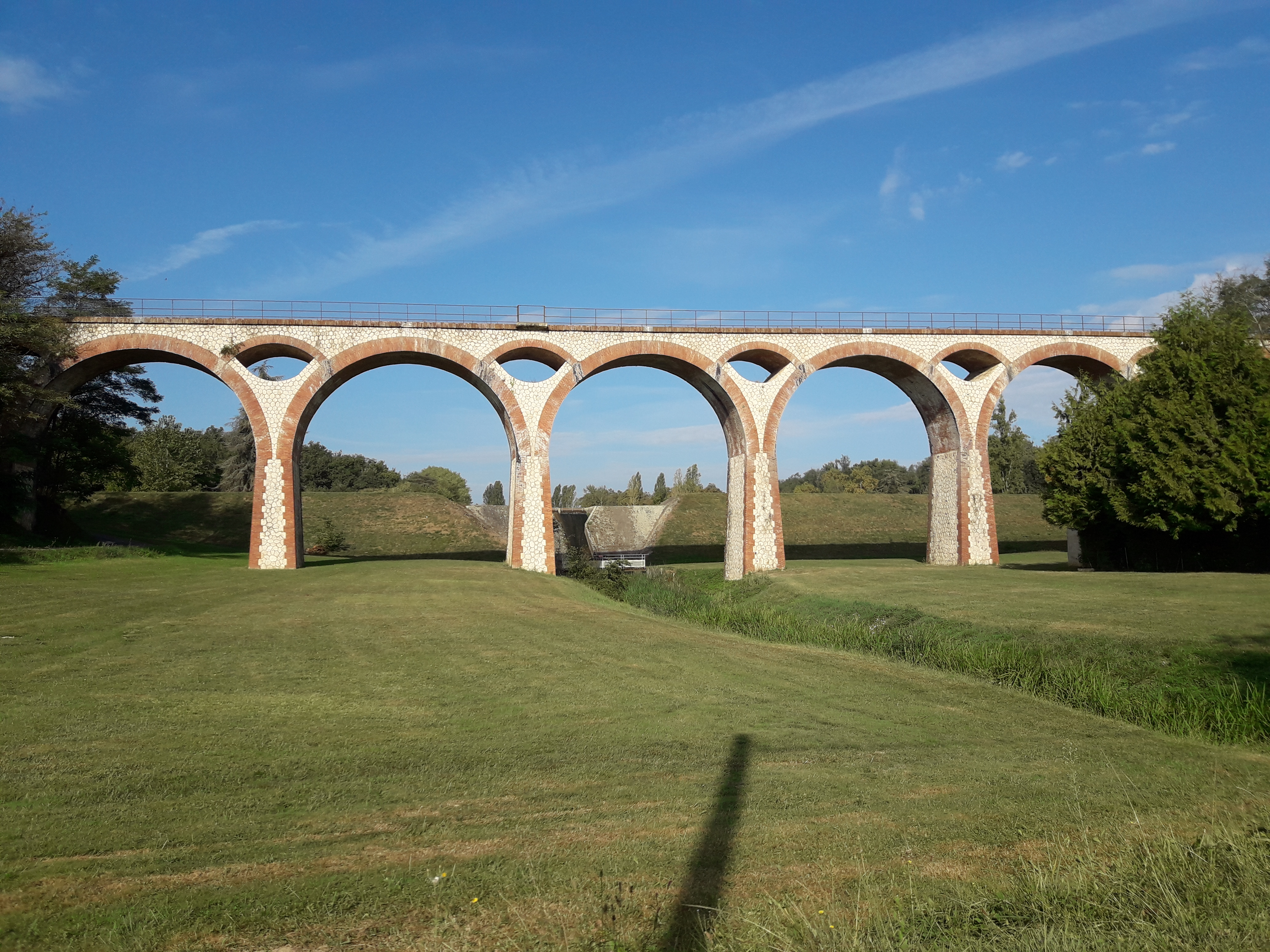
Straßenbrücke über den Ruisseau du Coucut
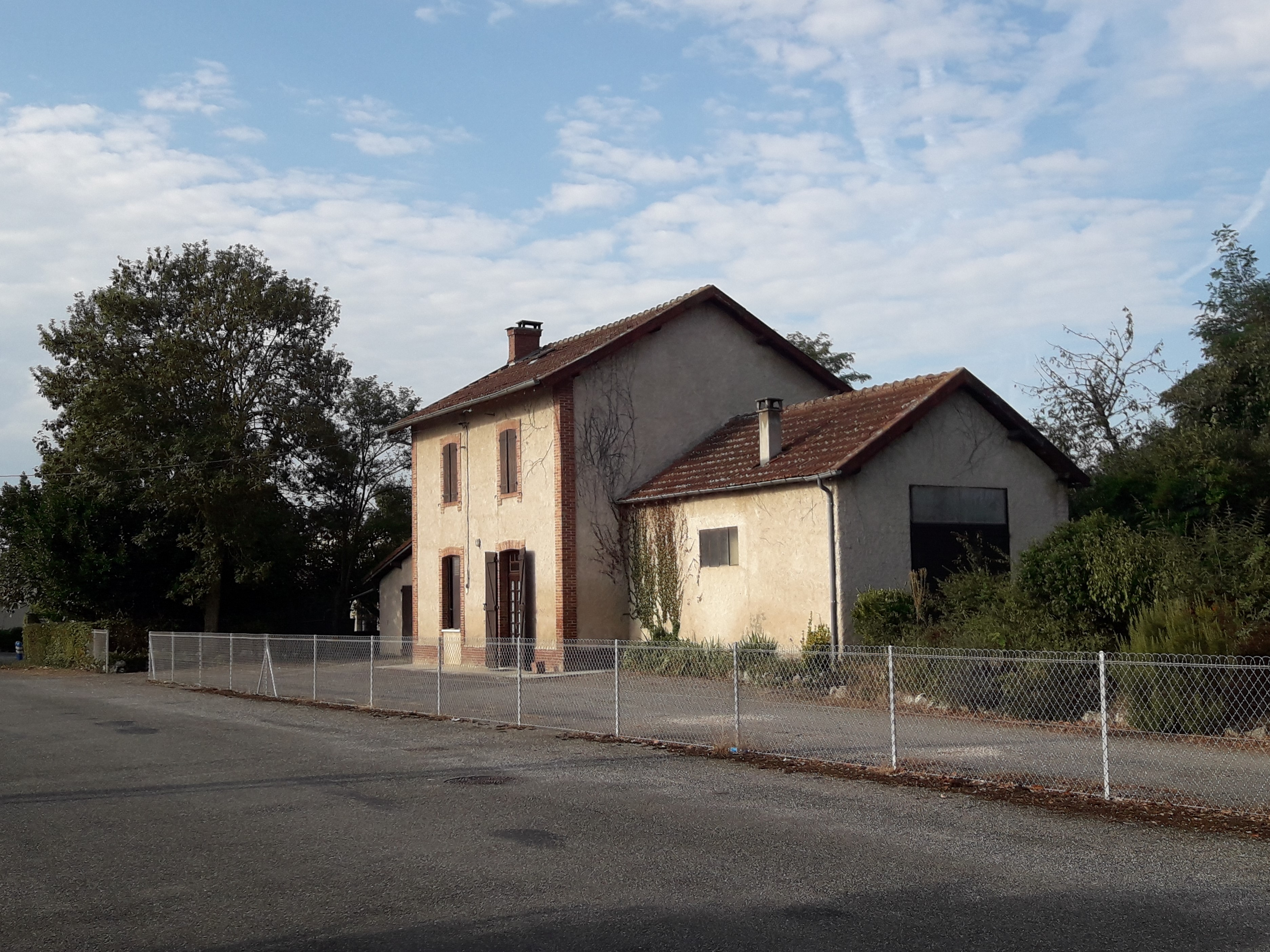

## Persönlichkeiten
Boulogne-sur-Gesse ist der Geburtsort von:
- Pierre Escrivain († 1553), Theologe und evangelischer Märtyrer